# Josef Nave
Josef Nave (hebrejsky יוסף נוה‎, v anglickém přepisu Joseph Naveh (1928 – 21. listopadu 2011)) byl izraelský archeolog, profesor semitské epigrafie a paleografie na Hebrejské univerzitě, specialista na staré hebrejské písmo.

## Biografie
Narodil se roku 1928 v Mukačevě, v tehdejším Československu. Roku 1945 vycestoval do britské Palestiny. Vystudoval Hebrejskou univerzitu (doktorát 1967). Od roku 1955 pracoval jako archeolog. Působil při vykopávkách v Ejn Gedi a v Tel Mikne (pelištejský Ekron).
Od roku 1971 přednášel na Hebrejské univerzitě a roku 1976 zde získal profesuru. Ve své pedagogické činnosti pokračoval do roku 1997.